# Piotr Burger
Piotr Burger (ur. w Krośnie w 1959) – polski artysta plastyk.

## Życiorys
Absolwent Państwowego Liceum Sztuk Plastycznych im. Stanisława Wyspiańskiego w Jarosławiu. Jest członkiem krakowskiego oddziału ZPAP, pracuje w Muzeum Rzemiosła w Krośnie. Zajmuje się rzeźbą, fotografią, konserwacją starych mebli i przedmiotów. Pisze teksty poetyckie. Zorganizował szereg wystaw indywidualnych m.in. w Krośnie, Dukli, Iwoniczu-Zdroju, Jarosławiu, Warszawie, Zalaegerszeg (Węgry), Rzeszowie. Brał udział w kilkudziesięciu wystawach zbiorowych, regionalnych, ogólnopolskich i międzynarodowych.

Za zestaw prac „Bez tytułu” zdobył III nagrodę na X Biennale Plastyki Krośnieńskiej w 2008 r. (BWA Krosno). Na 7. Międzynarodowym Biennale Artystycznej Tkaniny Lnianej „Z krosna do Krosna” w 2012 zdobył nagrodę Fundacji AKAPI za pracę „Zasłużony dla Lnu” (Muzeum Rzemiosła, Krosno). W roku 2008 wydał autorską książkę pt. „Twarze”, gdzie zaprezentował własną twórczość poetycką i plastyczną. W 2023 roku zdobył III nagroda za pracę „Bez tytułu” w XII Biennale Sztuki Krośnieńskiej (BWA Krosno). W 2024 roku Prezydent Miasta Krosna uhonorował go nagrodą za całokształt działalności artystycznej i twórczej. Prowadzi edukacyjne wykłady o swojej sztuce, wykonując happeningi, w trakcie których z różnych elementów składa autorskie prace. Jego rzeźby i asamblaże znajdują się u kolekcjonerów w kraju oraz za granicą. Mieszka i tworzy w Krośnie.

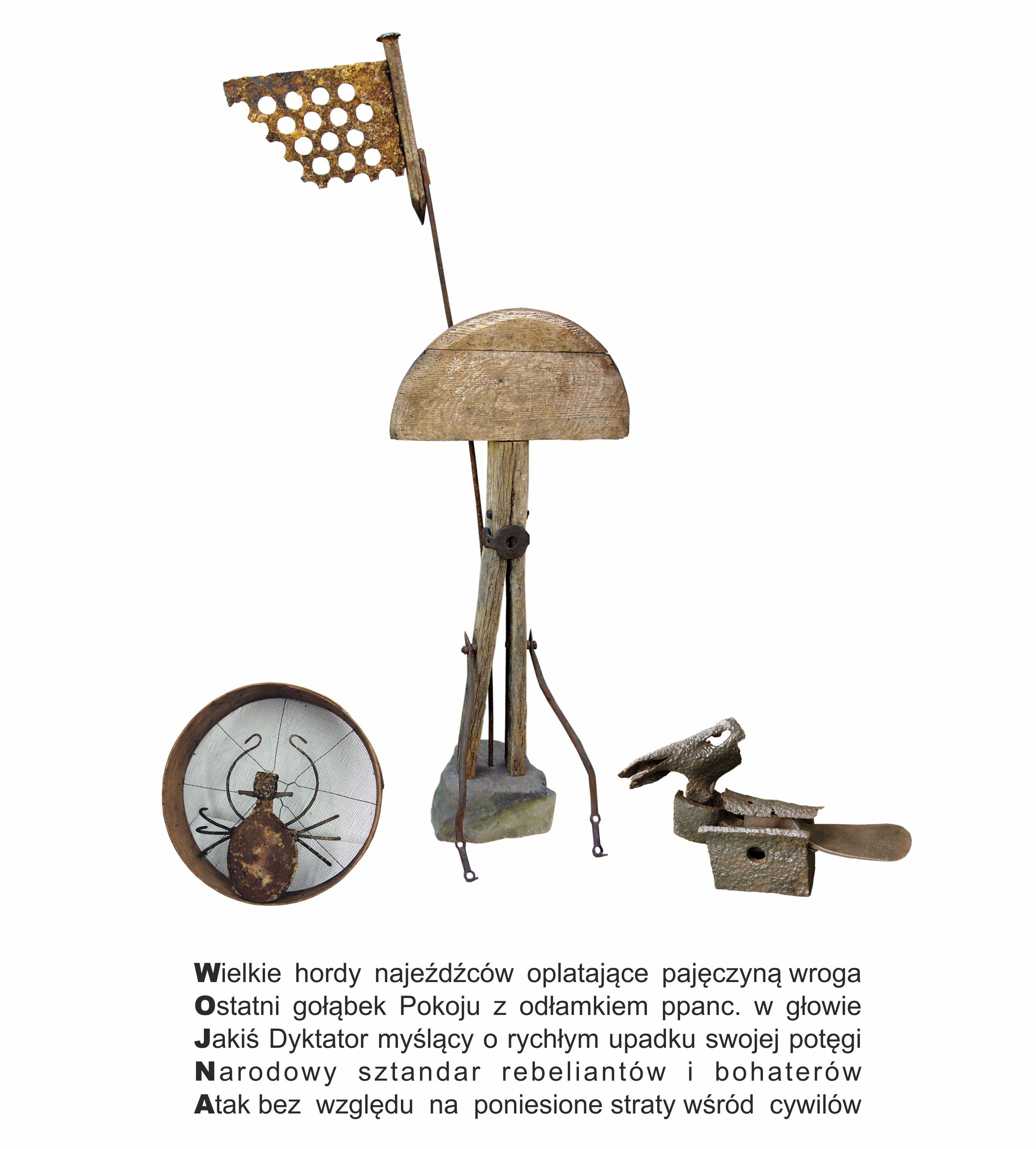
Praca - manifest przeciw wojnie

## Osiągnięcia
- 2008 - III nagroda za pracę „Bez tytułu”, X Biennale Plastyki Krośnieńskiej, BWA Krosno
- 2008 - wydanie książki „Twarze”
- 2010 - nagroda Fundacji AKAPI za pracę "Zasłużony dla Lnu", 7. Międzynarodowe Biennale Artystycznej Tkaniny Lnianej „Z krosna do Krosna“, 2012 r., Muzeum Rzemiosła w Krośnie[4]
- 2015 - jego twórczość została zaprezentowana w IV tomie Sztuki Podkarpacia wydanej przez Podkarpackie Towarzystwo Zachęty Sztuk Pięknych w Rzeszowie
- 2018 r. - jego postać i twórczość zaprezentowana w filmie "Liczy się pasja" w reżyserii Małgorzaty Bożek
- 2022 r. - artykuł o jego twórczości w dwumiesięczniku VIP Biznes&Styl  "Nowe życie zdegradowanych przedmiotów" autorstwa Antoniego Adamskiego
- 2023 r. III nagroda za pracę „Bez tytułu”, XII Biennale Sztuki Krośnieńskiej, BWA Krosno
- 2023 -  artykuł o jego podejściu do edukacji artystycznej w kwartalniku edukacyjnym PCEN Rzeszów  3/114/ "Moje widzenie sztuki i wyrazu artystycznego"
- 2024 r. - artykuł o jego twórczości pt. "Nie kopcie kamieni" w  kwartalniku "Restart" autorstwa Eweliny Jurasz, dyrektorki BWA w Krośnie
- 2024 r. - nagroda Prezydenta Miasta Krosna za całokształt działalności artystycznej i twórczej
- 2024 r. - artykuł o jego twórczości w czasopiśmie "Polak w Niemczech" autorstwa Barbary  Krajewskiej i Anny Mansfeld-Slaski
- 2024 r. - realizacja rzeźby w plenerze do wiersza  "Moralitet leśny" podczas obchodów 100-lecia urodzin Wisławy Szymborskiej w Olejnicy organizowanych przez Fundację "Sztuka dla ludzi".